# 瓦尔施泰特
瓦尔施泰特是德国石勒苏益格－荷尔斯泰因州的一个市镇。总面积15.75平方公里，总人口9210人，其中男性4497人，女性4713人（2011年12月31日），人口密度585人/平方公里。